# Énonciation
 (janvier 2015).
Si vous disposez d'ouvrages ou d'articles de référence ou si vous connaissez des sites web de qualité traitant du thème abordé ici, merci de compléter l'article en donnant les références utiles à sa vérifiabilité et en les liant à la section « Notes et références ».
En linguistique, l’énonciation est l'acte individuel de production d'un énoncé par un énonciateur, adressé à un destinataire (l’énonciataire), dans certaines circonstances.
Dans toute communication, aussi bien orale qu'écrite, on trouve à la fois un énoncé et une énonciation. L'énoncé est le résultat linguistique, c'est-à-dire, la parole prononcée ou le texte écrit, tandis que l'énonciation est l'acte linguistique par lequel des éléments de langage sont orientés et rendus spécifiquement signifiants par l'énonciateur (et son co-énonciateur, qui n'est pas un simple destinataire) en vue de produire ledit énoncé : on dit généralement que l'énoncé est le « dit », tandis que l'énonciation est le « dire ». Pour résumer, « c'est l'énonciation qui fait l'énoncé ».
L'énoncé est de nature matérielle. En conséquence, il est saisissable par l'un de nos cinq sens (le plus souvent, l'ouïe, dans le cas de l'oral, et la vue, dans celui de l'écrit ou d'une langue des signes), et par ailleurs, reproductible, tout d'abord, oralement, ensuite, par l'écrit, enfin, par les moyens techniques modernes, tels que l'enregistrement, analogique ou numérique.
Étant un acte, l'énonciation est en revanche beaucoup moins tangible, et partant, beaucoup plus difficile à cerner et à transcrire.
D'un point de vue strictement grammatical, on pourrait croire a priori que seuls les énoncés concernent cette discipline, et que par conséquent, l'énonciation est hors sujet. Ce n'est pas exact. En effet, d'abord, l'énonciation sert précisément à circonscrire les limites du champ de la morphosyntaxe, ensuite, son repérage est indispensable à l'étude de certaines catégories, telles que noms, pronoms, adverbes.

## Situation d'énonciation
La situation d'énonciation est la situation dans laquelle a été émise une parole, ou dans laquelle a été produit un texte. Celle-ci permet, grosso modo, de déterminer qui parle à qui (ou : qui écrit à qui), et dans quelles circonstances.
L'acte d'énonciation met en scène des actants et des circonstants (on peut les résumer ainsi : « je », « tu », « ici » et « maintenant »). Or, selon que les actants et les circonstants de la situation d'énonciation sont ou non présents dans un énoncé donné, celui-ci sera dit ancré ou bien coupé de la situation d'énonciation.

### Énoncé coupé de la situation d'énonciation
Un énoncé coupé de la situation d'énonciation (on dit aussi : un plan non embrayé) ne comporte aucun indice (ou embrayeur) permettant de repérer celle-ci. Il s'agit souvent du récit, mais également des énoncés sentencieux, des textes de lois, des proverbes, des modes d'emploi, des descriptifs techniques, des démonstrations scientifiques, etc. (et généralement, cela concerne l'écrit) :
(1) Lundi 10 janvier 2005, au pied de la tour Eiffel, Solange Martin a dit à Charles Dupuis : « Les Parisiens se sont emparés de la Bastille le 14 juillet 1789. »
L'énoncé « Les Parisiens se sont emparés de la Bastille le 14 juillet 1789. » est produit par la situation d'énonciation suivante.
- L'énonciateur est « Solange Martin ».
- Le destinataire est « Charles Dupuis ».
- Le lieu de l'énonciation est « au pied de la tour Eiffel ».
- Le temps de l'énonciation est le « lundi 10 janvier 2005 ».

Cet énoncé ne comportant aucun embrayeur permettant de mettre celui-ci en relation avec sa propre situation d'énonciation, cet énoncé doit donc être analysé comme « coupé » de celle-ci. Cet énoncé est un récit.
(2) Lundi 10 janvier 2005, au pied de la tour Eiffel, Solange Martin a dit à Charles Dupuis : « Le silence est d'or, la parole est d'argent. »
L'énoncé « Le silence est d'or, la parole est d'argent. » est produit par la même situation d'énonciation que celle de l'énoncé précédent. On constate qu'à l'instar du premier, ce deuxième énoncé ne comporte aucun embrayeur permettant de mettre celui-ci en relation avec sa propre situation d'énonciation : ce nouvel énoncé est donc, lui aussi, « coupé » de celle-ci. Cet énoncé est un proverbe.

### Énoncé ancré dans la situation d'énonciation
Un énoncé ancré dans la situation d'énonciation (on dit aussi un « plan embrayé ») comporte au moins un indice (ou embrayeur) permettant de repérer celle-ci. Il s'agit souvent du discours oral :
(3) Lundi 10 janvier 2005, au pied de la tour Eiffel, Solange Martin a dit à Charles Dupuis : « Demain, je t'attendrai ici. »
L'énoncé « Demain, je t'attendrai ici » est produit par la même situation d'énonciation que celle des deux énoncés ci-dessus, mais contrairement à ce qui se passe pour les deux premiers, ce troisième énoncé contient un certain nombre d'embrayeurs permettant de mettre celui-ci en relation avec sa propre situation d'énonciation.
- L'adverbe « demain » est un embrayeur temporel, signifiant précisément le « mardi 11 janvier 2005 ».
- Le pronom personnel « je » est un embrayeur de la première personne désignant l'énonciateur, soit « Solange Martin ».
- Le verbe « attendrai » — plus précisément, sa terminaison (« ai » : futur de l'indicatif, première personne du singulier) — est également un embrayeur de la première personne désignant l'énonciateur, soit « Solange Martin ».
- Le pronom personnel « t' » est un embrayeur de la deuxième personne renvoyant au destinataire, soit « Charles Dupuis ».
- Enfin, l'adverbe « ici » est un embrayeur spatial, signifiant précisément « au pied de la tour Eiffel ».

Ce troisième énoncé est donc « ancré dans la situation d'énonciation ». Cet énoncé est un discours.

## Actants et circonstants de l'énonciation
Les circonstants correspondent aux circonstances de l'énonciation. Les actants de l'énonciation quant à eux, sont, d'une part l'énonciateur, c'est-à-dire, celui qui parle ou qui écrit, d'autre part le destinataire, c'est-à-dire, l'autre, celui à qui s'adresse l'énoncé, parlé ou écrit.
Les indices permettant de repérer la participation de l'énonciateur à la situation d'énonciation, la présence du destinataire, ainsi que les circonstances de lieu et de temps dans lesquelles est produit l'énoncé, sont appelés embrayeurs.

### Énonciateur
L’énonciateur est l'actant qui dit (ou pourrait dire) « je ». Il est également appelé émetteur, ou sujet de l'énonciation.
Remarquons en passant qu'il ne faut pas confondre le sujet de l'énonciation avec le sujet de l'énoncé, ce dernier correspondant plus ou moins au sujet grammatical :
Bernard est parti.
Le sujet de l'énoncé est le nom « Bernard » (c'est aussi le sujet grammatical) ; le sujet de l'énonciation, en revanche est la personne qui prononce cet énoncé.
- L'énonciateur est plus précisément appelé locuteur, à l'oral ; et auteur, ou scripteur, à l'écrit.

- L'énonciateur est toujours singulier : « nous » par exemple, ne contient qu'un seul « je ».

- L'acte de communication part incontestablement de la volonté de l'énonciateur : celui-ci en est le centre et en assume la responsabilité. En conséquence, il est toujours utile de s'interroger à propos de ses intentions (convaincre, émouvoir, distraire, faire rêver, etc.), que celles-ci soient manifestes ou latentes. C'est ainsi que tous les avatars qui viendront perturber l'énonciation (débit, ton, hésitations, lapsus…) feront partie de celle-ci, et nous renseigneront sur l'énonciateur, et par là, sur l'énonciation.

### Destinataire
Le destinataire est l'actant à qui l'énonciateur dit (ou pourrait dire) « tu ». Il est également appelé co-énonciateur.
- Le destinataire est plus précisément appelé interlocuteur, ou allocutaire, ou auditeur, à l'oral ; et lecteur, à l'écrit.

- C'est évidemment le numéro deux de l'acte de communication. Le discours s'adresse à lui, mais il peut être plus ou moins impliqué dans celui-ci : les linguistes disent que son degré de présence peut varier.

- Par ailleurs, et contrairement à l'énonciateur, le destinataire peut être multiple (quand on s'adresse à plusieurs personnes à la fois).
- Il est à distinguer du receveur ou récepteur : on peut recevoir un énoncé sans être la personne à qui il est destiné.

### Circonstants
Les circonstants renvoient pour l'essentiel, aux circonstances de lieu et de temps, qui s'apprécient par rapport à l'acte d'énonciation :
- Un circonstant de lieu est déterminé par rapport au lieu de l'énonciation (« ici », c'est-à-dire, l'endroit où le « je » parle ou écrit) ;
- Un circonstant de temps est déterminé par rapport au temps de l'énonciation (« maintenant », c'est-à-dire, le moment où le « je » parle ou écrit).

Mais les circonstants désignent également, dans une acception plus large, l'ensemble des circonstances déterminant un acte d'énonciation (certains linguistes parlent de contexte énonciatif) :
Tu te souviens de ces vacances au Brésil ?
L'énonciateur rappelle au destinataire leurs communes vacances au Brésil, sans doute relativement éloignées dans le temps (« Tu te souviens ?… »). Le démonstratif « ces » ne doit pas induire en erreur : les vacances au Brésil sont apparemment terminées depuis longtemps, mais ce démonstratif est là pour témoigner que par la pensée, elles sont toujours présentes dans la situation d'énonciation, et font partie de l'environnement socioculturel et des souvenirs communs des deux actants en présence.

## Cas particulier du récit et du discours rapporté
Dans un dialogue (au théâtre, dans un roman…), à chaque nouvelle réplique, la situation d'énonciation change, puisque l'énonciateur et le destinataire changent aussi. Dans le récit, c'est un peu plus compliqué.
Dans la dimension du récit (ou narration) l'énonciateur (plus précisément, l'auteur, puisque le plus souvent, un récit est écrit) devient le narrateur, c'est-à-dire celui qui raconte. Il peut participer à l'histoire qu'il raconte. Quelquefois, il se confond avec l'auteur, dans le cas d'un récit autobiographique par exemple. D'autres fois, au contraire, l'auteur fait son récit sous le nom d'un personnage, réel ou fictif : dans ce cas, il convient de distinguer l'auteur du narrateur.
Par exemple, le roman policier Le Meurtre de Roger Ackroyd a pour auteur Agatha Christie, mais c'est le docteur Sheppard, personnage fictif, qui en est le narrateur.
Habituellement, le narrateur fait parler les personnages de son récit en rapportant leurs paroles. Ce procédé, appelé précisément discours rapporté, permet de faire entendre une pluralité de voix (certains linguistes à ce propos, parlent même de polyphonie).
Le discours rapporté peut revêtir la forme directe ou indirecte. Le discours direct est la citation exacte (généralement entre guillemets) du discours prononcé par un tiers, tandis que le discours indirect est l'incorporation (avec transposition et sans guillemets) du discours d'un tiers dans la syntaxe du discours principal, celui du narrateur :
(1) Jacques m'informa : « Demain, je pars en vacances. » [Discours direct]
(2) Jacques m'informa que le lendemain, il partait en vacances. [Discours indirect]
On fera donc les remarques suivantes :
- Dans le discours direct, il y a non seulement deux unités syntaxiques indépendantes, mais également, deux situations d'énonciation distinctes, et par conséquent, deux énonciateurs successifs (dans le premier exemple ci-dessus : le narrateur, puis, Jacques). Le narrateur reste cependant narrateur même si la situation d'énonciation change entre la partie narrative et la partie discursive.
- Dans le discours indirect au contraire, il y a une seule unité syntaxique, une seule situation d'énonciation, et par conséquent, un seul énonciateur, c'est-à-dire, le narrateur. Le texte ne conserve que sa dimension narrative (deuxième exemple ci-dessus), et par conséquent, le discours cité perd toute autonomie syntaxique et énonciative.
- Personnage réel ou fictif, l'énonciateur est toujours celui qui énonce (celui qui parle ou qui écrit, bref, celui qui adresse une parole, un discours), celui qui dit « je, nous, mon, mes, notre… ». Donc, dans le récit et dans le discours rapporté direct, à chaque plan de discours correspond une situation d'énonciation distincte avec un énonciateur distinct.

Prenons à titre d'exemple la fable de La Fontaine Le Corbeau et le Renard. Du début à la fin de celle-ci, La Fontaine est à la fois auteur et narrateur. Au tout début du texte, La Fontaine est également énonciateur (« Maître Corbeau, sur un arbre, perché… »). Mais lorsque le renard dit : « Hé bonjour, Monsieur du Corbeau… », il s'agit d'une parole rapportée (au discours direct), et dans ce cas, l'énonciateur est bel et bien le personnage du renard et non plus l'auteur narrateur.

### Sujets connexes
- Discours rapporté
- Embrayeur et Marque d'énonciation
- Liste des notions utilisées en linguistique
- Phrase
- Pragmatique
- Registre de langue
- Représentation
- Syntaxe
- Analyse du discours
- Grammaire cognitive
- Concordance des temps